# Зборівська районна рада
Зборівська районна рада — орган місцевого самоврядування у Зборівському районі Тернопільської області з центром у місті Зборові.

## Депутатський склад 2010 року
1. Андруньків Андрій Володимирович
2. Балик Михайло Ярославович
3. Баліцький Ігор Богданович
4. Барановський Володимир Валерійович
5. Бартіш Роман Антонович
6. Бенцал Ігор Григорович
7. Білик Леонід Сергійович
8. Бобів Анатолій Гнатович
9. Бойко Володимир Михайлович
10. Борисюк Ярослав Орестович
11. Владика Михайло Володимирович
12. Вовк Ольга Іванівна
13. Воробець Світлана Василівна
14. Газда Павло Григорович
15. Гамрач Василь Орестович
16. Гіндзелевич Андрій Степанович
17. Гнатяк Руслан Олегович
18. Гнідий Іван Петрович
19. Горпинюк Володимир Васильович
20. Гримайло Марія Григорівна
21. Гудима Василь Петрович
22. Гуральський Микола Іванович
23. Демків Софія Миколаївна
24. Демчук Василь Григорович
25. Дзядикевич Роман Юрійович
26. Дідинець Богдан Михайлович
27. Добуш Ігор Ярославович
28. Довгань Мирослав Миколайович
29. Дубина Ярослав Васильович
30. Дудкевич Павло Йосипович
31. Задорожний Ігор Іванович
32. Кавецький Володимир Ярославович
33. Кирилюк Тарас Степанович
34. Клепач Богдан Іванович
35. Ковальковський Роман Петрович
36. Ковальчук Олександр Михайлович
37. Ковбасюк Сергій Петрович
38. Ковтун Петро Ілліч
39. Костюк Вероніка Миколаївна
40. Кривоніс Володимир Михайлович
41. Кунцьо Володимир Васильович
42. Лемик Ігор Ярославович
43. Лобур Микола Васильович
44. Лобур Тарас Богданович
45. Лужняк Ігор Олексійович
46. Лукачат Михайло Михайлович
47. Мазепа Олег Богданович
48. Макар Григорій Григорович
49. Максимів Богдан Іванович
50. Максимів Григорій Євстахович
51. Максимів Зиновій Миколайович
52. Мастикаш Ганна Андріївна
53. Матвіїв Зіновій Васильович
54. Матвіїшин Іванна Василівна
55. Мельничайко Мирослав Васильович
56. Мельничук Микола Миколайович
57. Мороз Ростислав Ігорович
58. Нечай Ярослав Володимирович
59. Ногас Михайло Зіновійович
60. Олійник Леонід Васильович
61. Олійник Мирослав Леонідович
62. Ониськів Володимир Гнатович
63. Парацій Олександр Зіновійович
64. Переймибіда Богдан Йосипович
65. Пінь Михайло Миколайович
66. Поврозник Тарас Васильович
67. Подун Роман Петрович
68. Прізвище, ім’я, по батькові
69. Прохоцький Володимир Володимирович
70. Рак Богдан Володимирович
71. Редьква Ігор Ігорович
72. Різник Ольга Романівна
73. Ріпка Олександр Миколайович
74. Роган Мирослав Петрович
75. Санайко Олександр Дмитрович
76. Слюсарчук Андрій Йосифович
77. Смакула Іван Миколайович
78. Стахів Петро Іванович
79. Тарковський Віктор Володимирович
80. Феськів Іван Степанович
81. Чорняк Ярослав Михайлович
82. Шевчук Євген Михайлович
83. Шеліхевич Любов Михайлівна
84. Шнуровський Ігор Зіновійович
85. Шпинда Марія Іванівна
86. Яворський Василь Сильвестрович
87. Яворчуковський Іван Григорович
88. Ярмолюк Іван Володимирович
89. Ясенівка Василь Миколайович

## Депутатський склад 2015 року
1. Алексевич Василь Ярославович
2. Баліцький Ігор Богданович
3. Баран Тамара Костянтинівна
4. Бартіш Роман Антонович
5. Боднар Віктор Петрович
6. Большакова Олександра Володимирівна
7. Букало Ігор Петрович
8. Галатюк Ігор Петрович
9. Гамрач Василь Орестович
10. Гарматюк Ярослав Миколайович
11. Гіндзелевич Андрій Степанович
12. Горпинюк Володимир Васильович
13. Гузар Ігор Григорович
14. Дерех Оксана Володимирівна
15. Добуш Ігор Ярославович
16. Дудкевич Павло Йосипович
17. Корнак Лариса Григорівна
18. Кунцьо Володимир Васильович
19. Лобур Микола Васильович
20. Мазепа Олег Богданович
21. Максимів Богдан Іванович
22. Мельник Володимир Євгенович
23. Недогін Володимир Миколайович
24. Николишин Василь Анатолійович
25. Окрутний Андрій Ігорович
26. Олійник Леонід Васильович
27. Паламар Володимир Володимирович
28. Парацій Олександр Зіновійович
29. Петришин Марія Петрівна
30. Подун Роман Петрович
31. Прінь Степан Григорович
32. Прохоцький Володимир Володимирович
33. Рак Богдан Володимирович
34. Римар Іван Любомирович
35. Романів Любомир Миколайович
36. Смакула Іван Миколайович
37. Хома Любов Вікторівна
38. Чехович Микола Ярославович
39. Шпинда Марія Іванівна
40. Шнуровський Ігор Зіновійович
41. Яворський Ігор Богданович